# 許敬雅
許敬雅，MBE[?]（1932年6月1日—2013年10月9日），來自英國的香港插畫家、畫家和歷史學家，1967年至1989年任職於香港政府新聞處，1972年為清潔香港運動創作名為「垃圾蟲」的卡通人物。
許敬雅先後畢業於法漢姆藝術學校和皇家藝術學院，來港前曾於倫敦歷任《旗幟晚報》設計師和藝術總監等職，1967年加入港府後任職藝術總監，隨後於1974年升任創作總監。他創作的「垃圾蟲」在七、八十年代深入民心、家喻戶曉，成為清潔香港運動的標記。此外，他在港府供職期間也設計過不少海報、郵票和書刊等。1989年退出港府後，他選擇留港生活，並熱衷於研究香港歷史、著述自娛和從事藝術創作。

## 生平

### 早年生涯
許敬雅在1932年6月1日生於英國威爾特郡梳士巴利，父母分別是陸軍準將愛德華·西德尼·赫加（Brigadier Edward Sidney Hacker，1887年－1955年）和身兼詩人、小說家和畫家於一身的卡拉·蘭尼恩·蘭尼恩·赫加（Carla Lanyon Lanyon Hacker，1906年－1971年）。許敬雅的曾祖父愛德華·赫加（Edward Hacker，1812年－1905年）是線刻銅版畫家、叔祖亞瑟·赫加（Arthur Hacker，1858年－1919年）是皇家美術學院出身的古典派人像畫家、外祖母海倫·蘭尼恩（Helen Lanyon，1887年－1935年）則是愛爾蘭詩人。
許敬雅在家中排行最小，他的兄長喬治·蘭尼恩·赫加（George Lanyon Hacker，1928年－）是聖公會神職人員，曾任坎布里亞郡的彭里斯教區主教；他的胞姊卡洛塔·赫加·勒米厄（Carlotta Hacker Lemieux，1931年－）是加拿大小說家。許敬雅從小便隨家人遷居英國各地，以至是加拿大、直布羅陀和百慕達等地。1943年，他返回英國，入讀位於伯克郡克羅索恩的碧索德學校（Bigshotte School），其後於1946年至1949年升讀德文郡的凱利書院（Kelly College）。1949年至1953年，本身對藝術擁有濃厚興趣的他入讀薩里郡的法漢姆藝術學校（Farnham School of Art，創意藝術大學前身），接受正規的藝術教育。許敬雅後來曾經加入國民服務，於陸軍的南方司令總部素描部門工作，除役後於1955年考入皇家藝術學院深造，鑽研版畫複製術，至1958年畢業，並考獲該院的準院士資格（A.R.C.A.）。
從皇家藝術學院畢業後，許敬雅在1958年至1959年間以自由身從事設計和藝術創作，周末有空的時候還會到蘇豪的脫衣舞館作速寫。1959年，他獲倫敦《旗幟晚報》聘用為設計師，由設計海報和社論版面做起。1962年，他轉投倫敦的飛利浦唱片出任藝術總監，專職唱片包裝封面設計，但在任僅一年後，便於1963年重返《旗幟晚報》升任藝術總監。在倫敦生活期間，他還曾經分別參與皇家美術學院和倫敦畫會（The London Group）的畫展，為倫敦的劇院設計佈景，以及兩度舉辦個人畫展。

### 港府生涯
在倫敦《旗幟晚報》具多年創作經驗的許敬雅，於1967年獲香港政府聘請來港出任政府新聞處藝術總監，隨後於1974年升任創作總監，到1989年從港府退休，職級為總新聞官；任內，他也曾兼任郵票諮詢委員會委員。在港府任職22年間，他成為政府宣傳品的主要設計人之一，在處內更有「Frankenstein' Hacker」（「科學怪人許敬雅」）的綽號，經他設計的物品包括海報、郵票、刊物、廣告和展覽佈置等。其中較為人所知的，計有分別在1973年和1982年首先發行的英女皇伊利沙伯二世第四套和第五套通用郵票，以及為時任港督麥理浩爵士（後為勳爵）於1973年發起的撲滅罪行運動，設計出一把「斷匕首」，作為運動的標誌之一。
不過，許敬雅最為人熟知的作品，要算他在1972年為清潔香港運動設計的卡通人物「垃圾蟲」。清潔香港運動同樣由港督麥理浩爵士發起，透過舉辦海灘清潔日等宣傳和教育活動，從而美化市容、培養市民愛護公德、和向大眾灌輸保持公眾地方整潔的意識。同年，麥理浩還在立法局通過《1972年裁判司（修訂）條例》，授權執法人員對亂拋垃圾等有違公德的人士提出檢控，加強阻嚇性。

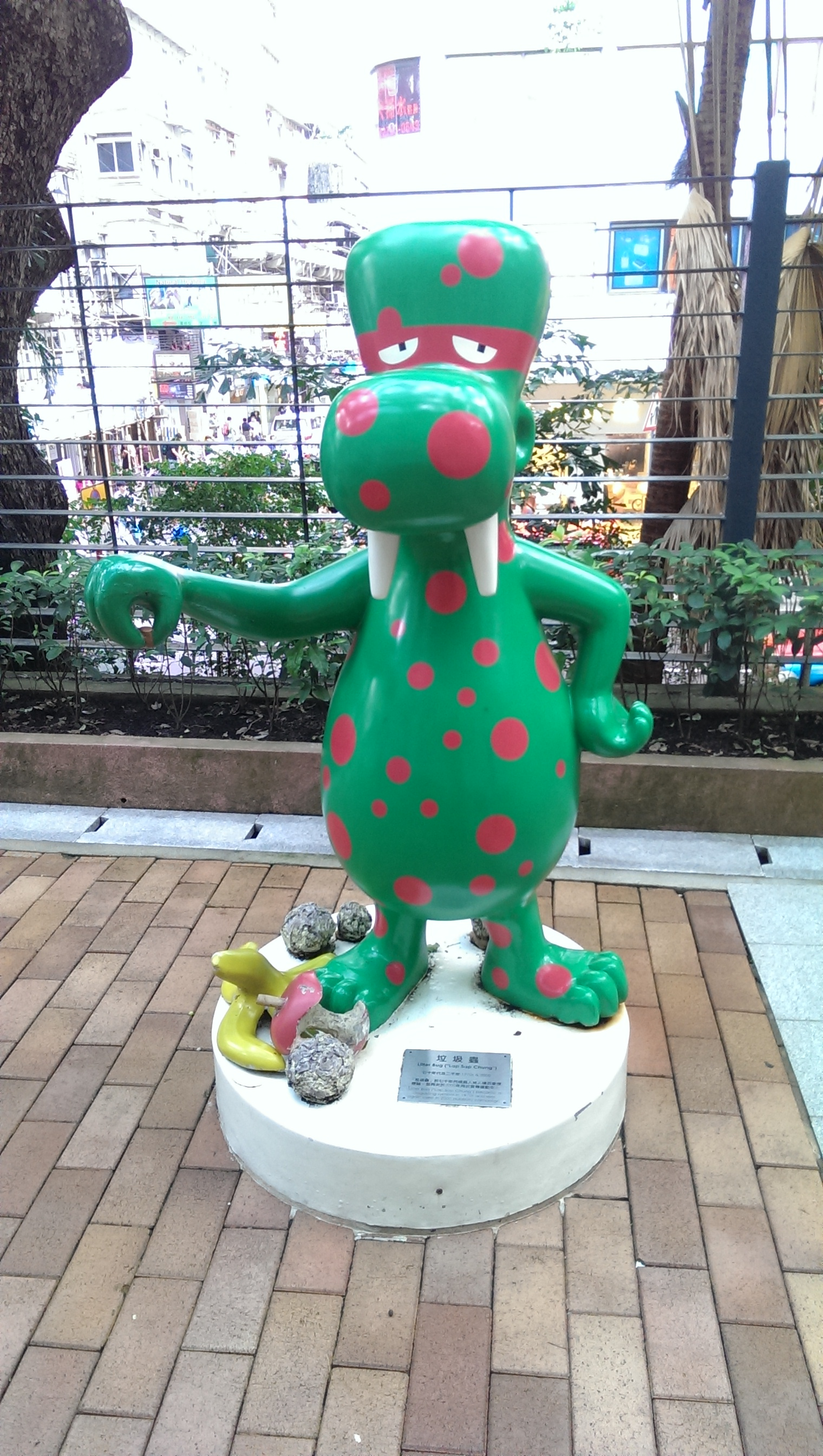
由許敬雅設計的「垃圾蟲」

為了配合清潔香港運動，由許敬雅於1972年設計的「垃圾蟲」取代了六十年代的「平安小姐」，成為了整個運動的主角。他設計的「垃圾蟲」像一個身材矮小肥胖、形象頑皮淘氣的小朋友，造型也參考了傳統的龍。此外，蟲身採用他最喜愛的酒瓶綠為主色調，再配上紅色波點、眼罩和一條開叉的尾巴，以突顯其奸角的身份。整個設計過程並不輕易，許敬雅花了一個月的時間，前後畫了350份草稿才能夠定稿；期間，他又從朋友圈子中尋找靈感，以不同朋友的面貌特徵對草稿加以修改，並要依賴一點「運氣」才最終成功設計出「垃圾蟲」。
憑藉其醜陋的外形，再配上「人見人憎」等字眼作為宣傳口號，「垃圾蟲」成功令大眾對留下深刻印象，在七、八十年代的香港深入民心。加上港府又推出一系列以「垃圾蟲」為主題的海報和宣傳廣告，並播出題為《垃圾蟲》、由女歌手葉麗儀主唱的宣傳歌曲，使「垃圾蟲」成為了整個清潔香港運動中，最為家喻戶曉的主角。事實上，「垃圾蟲」在1972年推出的同一年，新聞處還設計出「清潔小姐」，後來又有在1975年推出的「小白兔」，但知名度皆遠遜於許敬雅創作的「垃圾蟲」。
自清潔香港運動發起後，香港的市容在20年間得以逐步改善，市民對於保持環境衛生的意識日漸提高，亂拋垃圾的情況漸較昔日少見，某程度上也有賴於「垃圾蟲」所收的宣傳效用。踏入九十年代，「垃圾蟲」終由「清潔龍」取代，退下火線，而許敬雅也在1989年4月從港府退休。退休時，他特別獲新聞處舉辦歡送會，曾任新聞處長的布政司霍德爵士和時任新聞處長丘李賜恩均有到賀。在同年6月的英女皇壽辰授勳名單中，他更獲英廷頒授MBE勳銜，以肯定他在港府供職期間的表現。

### 退而不休
許敬雅從港府退休後選擇留在香港定居，而且還花時間考究香港歷史。他對香港歷史的濃厚興趣最早可追溯至1970年，當時香港博物美術館（香港歷史博物館和香港藝術館前身）館長溫訥（John Warner）正舉辦一個名為「百年前之香港」的歷史圖片展，而負責設計展覽場刊的許敬雅也參與其中，從而對香港的歷史圖片產生興趣。多年來，他收集了大量與香港有關的舊照片和明信片，並多次展出自己的收藏品，和把收藏品輯錄成書，當中計有在1989年出版的Historic Postcards of Hong Kong（《香港歷史明信片》）、1997年出版的Hong Kong: A Rare Photographic Record of the 1860s（《香港：罕有的1860年代相片紀錄》）和同一年出版的Arthur Hacker's Wanchai（《許敬雅的灣仔》）等。許敬雅也曾經為英皇御准香港賽馬會（後改稱香港賽馬會）在1995年搜集該會歷任主席的照片；以及於1997年出版The Hong Kong Visitors Book: A Historical Who's Who（《香港賓客簿：歷史名人錄》）一書，該書與他其他的明信片集不同，書中除了附以大量舊照片以外，還深入介紹歷年來到訪香港的中外名人。
過往在政府工作以外，許敬雅閒時也不減對藝術創作的興趣。他於1976年出版一本名為Hacker's Hong Kong（《許敬雅的香港》）的插畫書。書中收錄了不少以香港為題材的插畫，這些插畫都由他用墨水筆以輕鬆和富普普藝術風格的筆觸，描畫出香港的生活百態。退休以後，他仍不時在香港創作和展出風格相近的畫作。

### 晚年生涯
2009年一次意外跌倒後，許敬雅行動變得不便，身體狀況也漸不如昔，雖然得到家中傭人及不少好友照顧，但後來也不得不遷出位於愉景灣的住所，搬到一所政府療養院接受專人照顧。2013年10月9日，他因為肺炎併發症在瑪嘉烈醫院病逝，終年81歲。雖然是「垃圾蟲」的創作者，但許敬雅的身份本身並不廣為人知，香港高等科技教育學院設計學院副教授許迅也表示，設計界除了為許敬雅的離世感到惋惜，也慨歎香港市民鮮有知道他就是「垃圾蟲」之父。
許敬雅的追思禮拜在2013年12月4日傍晚於中環聖約翰座堂舉行，同日晚上香港外國記者會還為他舉行守夜悼念儀式，多位好友，舊日政府同僚和香港記者俱樂部認識的各界好友也有出席。

## 個人生活
許敬雅的主要興趣包括繪畫、寫作、收藏舊照片和明信片、以及研究香港歷史；他是倫敦紳士會所車路士藝術會，以及香港外國記者會、香港木球會、香港記者俱樂部和皇家香港遊艇會（後改稱香港遊艇會）的會員。許敬雅特別喜愛香港外國記者會，閒時都愛到位於中環舊牛奶公司倉庫的會址用餐或飲酒消遣。除了母語英文外，他也能夠說流利的廣東話和法文。
許敬雅雖然有不少朋友，但他終生不娶，也沒有任何子女，他曾解釋自己不結婚是為了免除離婚的重擔。

## 榮譽
- 以下列出榮譽全稱及縮寫：^ 
  - 皇家藝術學院準院士（A.R.C.A.） （1958年[1]）
  - 英帝國員佐勳章（M.B.E.） （1989年英女皇壽辰授勳名單[7]）

## 部份著作
- Hacker's Hong Kong. Hong Kong: G. Powell & T. Thomas, 1976.
  - （直譯：《許敬雅的香港》。香港：G·鮑威爾及T·托馬斯，1976年。）
- Hacker's Cartographic Extravaganza, 1983.
  - （直譯：《許敬雅的狂氣圖集》，1983年。）
- Edited by Bob Davis, Historic Postcards of Hong Kong: from the private collection of Arthur Hacker. Hong Kong: Stock House Productions, 1989. ISBN 978-9-62742-401-7
  - （直譯：卜·戴維斯主編，《香港歷史明信片：許敬雅的個人藏品》。香港：斯托克府制作室，1989年。）
- Hong Kong in Posters: a history of public service advertising. Hong Kong: Government Printer, 1990. 
  - （直譯：《海報中的香港：公共服務廣告史》。香港：政府印務局，1990年。）
- Hong Kong: A Rare Photographic Record of the 1860s. Hong Kong: Wattis Fine Art, 1997. ISBN 978-9-62851-591-2
  - （直譯：《香港：罕有的1860年代相片紀錄》。香港：華蒂斯藝術，1997年。）
- Arthur Hacker's Wanchai. Hong Kong: Odyssey, 1997. ISBN 978-9-62217-465-8
  - （直譯：《許敬雅的灣仔》。香港：奧德賽出版社，1997年。）
- The Hong Kong Visitors Book: A Historical Who's Who. Hong Kong: Guidebook Company, 1997. ISBN 978-9-62217-417-7
  - （直譯：《香港賓客簿：歷史名人錄》。香港：旅行指南公司，1997年。）
- China Illustrated: western views of the middle kingdom. Boston: Tuttle, 2004. ISBN 978-0-80483-519-0
  - （直譯：《圖說中國：西方眼中的中土王國》。波士頓：圖托，2004年。）
- Shanghai Century. Hong Kong: Wattis Fine Art, 2005. ISBN 978-9-62851-592-9
  - （直譯：《上海世紀》。香港：華蒂斯藝術，2005年。）
- British Hong Kong: fact and fable. Hong Kong: Lanyon, Lanyon, 2006. ISBN 962-85904-0-5
  - （直譯：《英屬香港：事實與傳說》。香港：蘭恩爾·蘭恩爾，2006年。）

## 注腳
1. 1 2 3 4 5 6 7 8 9 10 11  Sinclair (1984), p. 135.
2. 1 2 3 4 5 6 7 8 9  Bowring (2005)
3. 1 2 3 4  Maitland (1976), p. 3.
4. 1 2  Edited by Blain, Clements and Grundy (1990), p. 472.
5. 1 2 3  Who's Who in Hong Kong (1979), p. 73.
6. 1 2 3  "Favourites" (9 May 1999)
7. 1 2 3  "Supplement to Issue 51772 （页面存档备份，存于）", London Gazette, 16 June 1989, p. 17.
8. 1 2 3 4 5 6 7 8 9  "Chapter 13: Of Green Monsters and Broken Daggers", GIS Through the Years (1999)
9. 1 2 3 4  〈創作總監許敬雅榮休，新聞處同僚舉行歡送〉（1989年4月26日）
10. ↑  《香港郵政集郵目錄第一冊》（2004年第3版），頁1.17至1.20。
11. 1 2  梁可欣（2010年）
12. 1 2 3 4 5  "Have we cleaned up our act?" (1992)
13. 1 2  "Hacker on the Trail of Jockey Club Chairmen of Yesteryear" (24 September 1995)
14. 1 2 3  "Gallery revisits pop art of city's Swinging '70s" (7 March 2006)
15. 1 2 3  Hacker (2005), p. 102.
16. 1 2  Maitland (1976), pp. 4-5.
17. 1 2 3  Fenton (12 October, 2013)
18. ↑  〈垃圾蟲之父肺炎病逝〉（2013年10月13日）
19. ↑  "A Wake for Mr Arthur Hacker MBE" (retrieved on 23 December 2013)

### 英文資料
- Maitland, Derek, "A Disco Dim Sum with Hacker", The Correspondent Vol 1 No.13. Hong Kong: Foreign Correspondents' Club of Hong Kong, 1976, pp. 3–5.
- Who's Who in Hong Kong: a bibliographical dictionary of Hong Kong. Hong Kong: The South China Morning Post, 1979. ISBN 978-9-62702-804-8
- Sinclair, Kevin, Who's Who in Hong Kong. Hong Kong: Database Pub., 1984.
- Edited by Blain, Birginia, Clements, Patricia, and, Grundy, Isobel, The Feminist Companion to Literature in English: women writers from the middle Ages to the present. B. T. Batsford Limited, 1990. ISBN 978-0-30004-854-4
- "Have we cleaned up our act?", South China Morning Post, 1992.
- "Hacker on the Trail of Jockey Club Chairmen of Yesteryear", South China Morning Post, 24 September 1995.
- GIS Through the Years （页面存档备份，存于）. Hong Kong: Government Information Service, 1999.
- "Favourites", South China Morning Post, 9 May 1999.
- Hacker, Arthur, "Postcards of Hong Kong", Arts of Asia Vol. 35. Hong Kong: Arts of Asia Publications, 2005, pp. 102–113.
- Bowring, Simon, "Writer and Artist Arthur Hacker", HK Magazine. Hong Kong: Asia City Publishing, 18 August 2005.
- "Gallery revisits pop art of city's Swinging '70s", South China Morning Post, 7 March 2006.
- Fenton, Anna Healy, "Historian and artist Arthur Hacker left legacy of creativity （页面存档备份，存于）", South China Morning Post, 12 October, 2013.
- "A Wake for Mr Arthur Hacker MBE", The Foreign Correspondents' Club, Hong Kong, retrieved on 23 December 2013.

### 中文資料
- 〈創作總監許敬雅榮休，新聞處同僚舉行歡送〉，《華僑日報》第20頁，1989年4月26日。
- 《香港郵政集郵目錄第一冊》。香港：香港郵政署長，2004年第3版。ISBN 978-9-88121-251-1
- 梁可欣編，《最後六任港督的聲音》，香港：香港商務印書館，2010年。ISBN 978-9-62071-897-7
- 〈垃圾蟲之父肺炎病逝〉，《明報》，2013年10月13日。

## 外部連結
- Arthur Hacker, "One-Armed Bandit （页面存档备份，存于）", HK Golfer
- Fenton, Anna Healy, "Goodbye to Arthur Hacker and Anthony Lawrence （页面存档备份，存于）", South China Morning Post, 10 October, 2013
- Morales, Juan José, "Arthur Hacker’s Hong Kong: A sense of place （页面存档备份，存于）", Beyond Thirty-Nine, 2 December 2013.
- Fenton, Anna Healy, "Arthur Hacker: artist, illustrator, historian, author", The Correspondent, November-December 2013. Hong Kong: The Foreign Correspondents' Club, Hong Kong, December 2013.
- 〈創作政府宣傳品、培育港人公民意識40年：垃圾蟲之父許敬雅病逝 （页面存档备份，存于）〉，《蘋果日報》，2013年10月13日
- 〈「垃圾蟲」之父許敬雅逝世  （页面存档备份，存于）〉，《蘋果日報》即時新聞，2013年10月12日
- 《垃圾蟲》（葉麗儀主唱） （页面存档备份，存于）
- Arthur Hacker - obituary （页面存档备份，存于）, Daily Telegraph, 31 December 2013.